# Stan van Dijck
Stan van Dijck (Boxmeer, 7 oktober 2000) is een Nederlandse voetballer die bij voorkeur als rechtscentrale verdediger speelt.

## Clubcarrière
Van Dijck doorliep de jeugdopleiding van SV Venray en maakte op 15-jarige leeftijd de overstap naar profclub VVV-Venlo waar hij bij de B-jeugd aansloot. In de voorbereiding van het seizoen 2017/18 werd hij toegevoegd aan de selectie van het eerste elftal. Op pas 16-jarige leeftijd maakte Van Dijck zijn debuut namens VVV in een officiële wedstrijd, als invaller voor Danny Post tijdens een met 0-3 gewonnen bekerduel bij Blauw Geel '38. Op 18 april 2019 tekende hij een amateurcontract bij VVV.
Van Dijck maakte op 14 december 2019 ook zijn eredivisiedebuut, als invaller voor Roel Janssen in een thuiswedstrijd tegen PEC Zwolle. In april 2020 tekende hij een tweejarig contract bij VVV met een optie voor nog een jaar. Vijf maanden later mocht Van Dijck de Jan Klaassens Award in ontvangst nemen, de jaarlijkse onderscheiding voor het grootste talent van de club. Met het aantrekken van verdedigers  Kristopher Da Graca en Leon Guwara tijdens de winterstop van het seizoen 2020/21 werd zijn uitzicht op speelminuten bij VVV-Venlo minimaal. Op 13 januari 2021 werd Van Dijck voor de rest van het seizoen uitgeleend aan provinciegenoot Roda JC Kerkrade. Maar ook bij de Kerkraadse eerstedivisionist moest hij genoegen nemen met doorgaans beperkte speeltijd tijdens een zevental invalbeurten, voordat hij weer bij het ondertussen gedegradeerde VVV terugkeerde. Eind maart 2022 maakte de Venlose club bekend dat de optie in zijn aflopende contract niet werd gelicht. In de zoektocht naar een lange verdediger sloot Van Dijck eind juni 2022 op proef aan bij MVV Maastricht. Daar wist hij echter geen contract af te dwingen. Enkele weken later slaagde hij er toch in een nieuwe club te vinden. Van Dijck sloot aan bij 1. FC Phönix Lübeck waar hij een verbintenis ondertekende tot medio 2024. In februari 2023 liep hij daar een ernstige knieblessure op en in 2024 vertrok de verdediger transfervrij naar Blau-Weiß Lohne.

### Statistieken
| 2017/18                                | VVV-Venlo           | Eredivisie            | 0  | 0 | 1 | 0 | – | – | 1  | 0 |
| 2018/19                                | VVV-Venlo           | Eredivisie            | 0  | 0 | 0 | 0 | – | – | 0  | 0 |
| 2019/20                                | VVV-Venlo           | Eredivisie            | 3  | 0 | 0 | 0 | – | – | 3  | 0 |
| 2020/21                                | VVV-Venlo           | Eredivisie            | 7  | 0 | 0 | 0 | – | – | 7  | 0 |
| 2020/21                                | → Roda JC           | Eerste divisie        | 7  | 0 | 0 | 0 | 0 | 0 | 7  | 0 |
| 2021/22                                | VVV-Venlo           | Eerste divisie        | 25 | 0 | 1 | 0 | – | – | 26 | 0 |
| 2022/23                                | 1. FC Phönix Lübeck | Regionalliga Nord     | 23 | 0 | – | – | 1 | 0 | 24 | 0 |
| 2023/24                                | 1. FC Phönix Lübeck | Regionalliga Nord     | 0  | 0 | – | – | 0 | 0 | 0  | 0 |
| 2024/25                                | Blau-Weiß Lohne     | Regionalliga Nord     | 2  | 0 | – | – | 0 | 0 | 2  | 0 |
| 2024/25                                | Blau-Weiß Lohne II  | Bezirksliga Weser/Ems | 1  | 0 | – | – | – | – | 0  | 0 |
| Carrière totaal                        | Carrière totaal     | Carrière totaal       | 68 | 0 | 2 | 0 | 1 | 0 | 71 | 0 |
| Bijgewerkt tot en met 25 december 2024 |                     |                       |    |   |   |   |   |   |    |   |

1Overige officiële wedstrijden, te weten play-off en SHFV-Pokal.